# Agra winnie
Agra winnie – gatunek chrząszcza z rodziny biegaczowatych i podrodziny Lebiinae.
Gatunek ten został opisany w 2002 roku przez Terry'ego L. Erwina na podstawie czterech okazów. W obrębie rodzaju Agra zaliczany jest do grupy gatunków A. arrowi.
Chrząszcz o ciele długości od 13,9 do 14,8 mm i szerokości od 3,8 do mm, ubarwiony smoliściekasztanowo ze smolistą głową. Głowa, przedplecze i pokrywy silnie błyszczące. Odnóża barwy głowy z czarnymi zgięciami stawów. U samców golenie środkowej pary odnóży opatrzone są szczoteczką szczecinek, a zapiersie jest owłosione. Pokrywy z podwójnymi rzędami punktów między zagonikami i o wyraźnie wydłużonym wierzchołku z małym ząbkiem bocznym. Szóste sternum obu płci obrzeżone. Edeagus samca ma spłaszczony wierzchołek i wydłużone ostium.
Gatunek neotropikalny, znany z Kostaryki i Salwadoru.